# فرامانگا نورد
فرامانگا نورد (به لاتین: Feramanga Nord) یک منطقهٔ مسکونی در ماداگاسکار است که در آمباتوندرازاکا واقع شده‌است. فرامانگا نورد ۱۰٬۰۰۰ نفر جمعیت دارد و ۷۶۸ متر بالاتر از سطح دریا واقع شده‌است.